# اس‌اس مسینا
اس‌اس مسینا (به انگلیسی: SS Messina) یک کشتی بود که طول آن ۳۰۳ فوت ۰ اینچ (۹۲٫۳۵ متر) بود. این کشتی در سال ۱۹۳۷ ساخته شد.